# Хорак, Эгон
Эгон Хорак (нем. Egon Horak; род. 1937) — австрийский миколог, специалист по грибам Южного полушария.

## Биография
Эгон Хорак родился в 1937 году в городе Инсбрук в Австрии. Учился биологии и геологии в Инсбрукском университете у профессора Майнхарда Михаэля Мозера. В 1985 году он стал профессором ботаники, таксономии и экологии грибов Швейцарской высшей технической школы Цюриха. В 2002 году Эгон ушёл на пенсию. В настоящее время он является почётным профессором и хранителем Цюрихского гербария.
Эгон Хорак является автором нескольких важнейших монографий по микологии, большая часть из которых посвящена различным родам агариковых грибов, произрастающих в Южной полушарии — в Австралии, Новой Зеландии, Южной Америке.

## Некоторые научные публикации
- Horak, E.; Moser, M. (1965). Fungi Austroamericani. XII. Studien zur Gattung Thaxterogaster Singer. Nova Hedwigia 10 (1,2): 211—241.
- Horak, E. (1971). Contributions to the knowledge of the Agaricales s.l. (Fungi) of New Zealand. New Zealand Journal of Botany 9 (3): 463—493.
- Moser, M.; Horak, E. (1975). Cortinarius Fr. und nahe verwandte Gattungen in Südamerika. Nova Hedwigia Beihefte 52: 1-628.
- Horak, E. (1977, publ. 1978). Entoloma in South America I. Sydowia 30 (1-6): 40-111.
- Horak, E. (1979, publ. 1980). Fungi, Basidiomycetes. Agaricales y Gasteromycetes secotioides. In S.A. Guarrera, I.J. Gamundí de Amos & C.M. Matteri [eds], Flora Criptogámica de Tierra del Fuego 11 (6): 524 pp.
- Horak, E. (1985). Die Pilzflora (Macromyceten) und ihre Oekologie in fünf Pflanzengesellschaften der montan-subalpinen Stufe des Unterengadins (Schweiz). Ergebnisse der Wissenschaftlichen Untersuchung des Schweizerischen Nationalparks 12 (6): 337—476.
- Horak, E. (1987). Astrosporina in the alpine zone of the Swiss National Park (SNP) and adjacent regions. In G.A. Laursen, J.F. Ammirati & S.A. Redhead [eds], Arctic and Alpine Mycology 2: 205—234.
- Horak, E. (1987, publ. 1988). New species of Dermocybe (Agaricales) from New Zealand. Sydowia 40: 81-112.
- Horak, E. (1990). Monograph of the New Zealand Hygrophoraceae (Agaricales). New Zealand Journal of Botany 28 (3): 255—306.
- Horak, E.; Baici, A. (1990). Beitrag zur Kenntnis der Basidiomycota (Aphyllophorales s.l. — Heterobasidiomycetes) im Unterengadin (GR, Schweiz). Mycologia Helvetica 3 (4): 351—384.
- Horak, E.; Wood, A.E. (1990). Cortinarius Fr. (Agaricales) in Australasia. 1. Subgen. Myxacium and subgen. Paramyxacium. Sydowia 42: 88-168.
- Gamundí, I.J.; Horak, E. (1993). Hongos de los Bosques Andino-Patagónicos. Guía Para el Reconocimiento de las Especies Más Comunes y Atractivas. 141 pp.
- Bougher, N.L.; Fuhrer, B.A.; Horak, E. (1994). Taxonomy and biogeography of Australian Rozites species mycorrhizal with Nothofagus and Myrtaceae. Australian Systematic Botany 7 (4): 353—375.
- Maas Geesteranus, R.A.; Horak, E. (1995). Mycen and related genera from Papua New Guinea and New Caledonia. Bibliotheca Mycologica 159: 143—229.

## Роды и некоторые виды грибов, названные в честь Э. Хорака
- Horakia Oberw., 1976
- Horakiella Castellano & Trappe, 1992
- Horakomyces Raithelh., 1983 [syn.  Melanomphalia M.P.Christ., 1936]
- Conocybe horakii Watling & G.M.Taylor, 1987
- Cortinarius horakii E.Valenz. & Esteve-Rav., 1994
- Entoloma egonii Courtec., 1986
- Entoloma horakii Courtec., 1984
- Hohenbuehelia horakii Courtec., 1984
- Inocybe horakii Raithelh., 1977
- Lactarius horakii Nuytinck & Verbeken, 2006
- Pluteus horakianus Rodríguez-Alcántar, 2009
- Psathyrella horakiana Raithelh., 1990
- Pseudomitrula horakii Gamundí, 1980
- Psilocybe egonii Guzmán & T.J.Baroni, 2004
- Psilocybe horakii Guzmán, 1978
- Rhodocybe horakii Pacioni & Lalli, 1984 [syn.  Clitopilus horakii (Pacioni & Lalli) Noordel. & Co-David, 2009]
- Tricholoma horakii Raithelh., 1972